# Dolichomitus dobrogensis
Dolichomitus dobrogensis là một loài tò vò trong họ Ichneumonidae.